# Asin
Asin o Asind fou una thikana o jagir de l'antic principat de Mewar, formada per 75 pobles. La capital era Asin a la riba esquerra del riu Khari, afluent del Banas, a uns 15 km al nord-est d'Udaipur (Rajasthan). La població de la ciutat era de 2237 habitants el 1901. Avui dia es troba al districte de Bhilwara, i és capçalera d'un dels tehsils del districte i forma també un panchayat. Fou fundada per Sawai Bhoj. El territori era proper a la frontera de Mewar, i el seu senyor era un dels nobles de primera classe de l'estat, amb el títol de rawat, de la família Chondawat del clan sidòdia dels rajputs. La dinastia fou fundada pel thakur Ajit Singh, que fou un dels signataris del tractat de 1818 amb els britànics. El 1940 l'estat havia retornat al darbar (govern) de Mewar. El 1948 fou inclòs dins el districte de Bhilwara.

## Llista de jagirdars
- Ajit Singh, vers 1818
- Dule Singh
- Khuman Singh ?-1873
- Arjun Singh 1873-1896
- Ranjit Singh 1896-?
- Pratap Singh
- Sajjan Singh